# Команда рятувальників Капітана Планети
«Кома́нда рятува́льників Капіта́на Плане́ти» (англ. Captain Planet and the Planeteers) — американський мультсеріал про збереження екології та захист навколишнього середовища. Створений Тедом Тернером і Барбарою Пайл. Серіал випущений студіями Turner Program Services і DiC Entertainment та був показаний на каналі TBS з 15 вересня 1990 по 5 грудня 1992. Продовження серіалу — «Нові пригоди Капітана Планети» (англ. The New Adventures of Captain Planet) — було випущене студіями Turner Broadcasting і Hanna-Barbera Productions та йшло три сезони, з 11 вересня 1993 по 11 травня 1996. Розважально-навчальний серіал виступає на захист енвайронменталізму (захист та покращення стану довкілля).
|  | Планета Земля в небезпеці! І Гея, богиня Землі, посилає магічні кільця команді рятувальників п'яти хлопчикам та дівчаткам у різні кінці світу. Поєднавши силу цих кілець, хлопці викликають супергероя, Капітана Планету, і поспішають на допомогу землянам. |

## Сюжет
Гея, дух землі, прокидається після довгого сну через Свинтуса Гризлі, який почав свердлити канал для видобутку нафти над місцем, де спала Гея. Усвідомивши всю серйозність шкоди, яка була завдана Землі під час її сну, Гея створює п'ять чарівних кілець, чотири з яких керують стихіями і одне — силою серця, і передає п'ятьом молодим людям: Кваме з Африки, Вілеру з Північної Америки, Лінці з Радянського Союзу (пізніше, після розпаду СРСР, було змінено на Східну Європу), Гі з Азії і Ма-Ті з Південної Америки.
Ці п'ятеро нарікаються Рятувальниками й отримують завдання захищати Землю від екологічних катастроф, а також просвіщати людство, аби не допускати таких подій. Гея користується своїм «Планетобаченням» (англ. Planet Vision) у Кришталевій палаті для виявлення найбільш загрозливих руйнувань, і відправляє Команду рятувальників допомогти у вирішенні проблеми. Рятувальники використовують різні засоби пересування (зазвичай, це літальний апарат) на сонячній енергії, щоб уникнути забруднення атмосфери.
У ситуаціях, де Рятувальники не можуть впоратися з проблемою самотужки, вони можуть об'єднати свої сили, щоб закликати Капітана Планету — магічну сутність, яка володіє багаторазово збільшеної сукупністю їхніх сил. Капітан Планета показує своїм прикладом, що спільні зусилля Команди перевершують окрему силу кожного її члена.
Капітан Планета завжди з'являється тільки у своєму костюмі, створеного не з тканин, а зі стихій Землі, з'єднаних в одне ціле. Він має здатність перетворювати свою молекулярну структуру для трансформації себе в різні сили і стихії природи. Капітан Планета не має приналежності до будь-якої особливої культурі. У нього зелена зачіска Маллет під колір трави, кришталева шкіра, карі очі — під колір землі, червоне вбрання — під колір вогню, рукавички, штани і чоботи, а також жовта емблема Землі — під колір Сонця.
Рятувальники не можуть використовувати силу кілець, якщо був викликаний Капітан Планета. Незважаючи на свою вразливість від впливу забруднень, Капітан Планета доблесний герой, якого важко перемогти. Як тільки його робота завершена, Капітан Планета зникає, повертаючи Рятувальникам їхні сили.
Кожен раз, залишаючи Команду рятувальників, Капітан нагадує глядачам основну думку серіалу своєї коронною фразою: «Все у ваших силах!» (англ. The power is yours!).

## Персонажі та актори озвучення
Гея — дух планети
- Вупі Голдберг (1990—1992)
- Марго Кіддер (1993—1996)

Капітан Планета
- Девід Коберн[en]

### Команда рятувальників («Планетісти»)
Кваме (Африка) — володіє силою землі
- Левар Бертон

Вілер (Бруклін, США) — володіє силою вогню
- Джої Дедіо[en]

Лінка (1—2 сезон — СРСР, 3—6 сезони — Східна Європа) — володіє силою вітру
Кет Сусі
Гі (Азії) — володіє силою води
Дженіс Каває
Ма-Ті (Бразилія) — володіє силою серця
- Скотт Менвілл

Сучі — домашня мавпа-павук Ма-Ті
- Френк Велкер

### Лиходії

#### Еко-лиходії
Невелика група антагоністів, які викликають небезпеку для планети через забруднення, вирубку лісів, браконьєрство та інші екологічно небезпечні види діяльності. Вони насолоджуються руйнуванням, яке завдають планеті, і шкодою, яку приносять, щоб здобути багатство, землю чи владу. Кожен з цих лиходіїв представляє певний спосіб мислення, який може спричинити екологічні проблеми.
Hoggish Greedly — жадібна свиноподібна людина
- Ед Аснер

Rigger — посіпака Свинтуса
- Джон Ратценбергер

Verminous Skumm — щуроподібне уособлення хвороб і зловживання наркотиків
- Джефф Голдблюм (1-й сезон)
- Моріс Ламарш (2—5 сезони)

Щуряча зграя — група гантропоморфних щурів, які працюють на Скумма
Duke Nukem — радіоактивний мутант-лікар, що представляє зловживання ядерною енергією. Він один із небагатьох лиходіїв, поряд із Зармом та Капітаном Забрудненням, здатний битися з Капітаном Планетою один на один.
- Дін Стоквелл (1990—1992)
- Моріс Ламарш (1993—1995)

Leadsuit — підручний герцога Нукема у свинцевому костюмі, який захищає його від радіоактивного випромінювання
- Френк Велкер

Dr. Barbara «Babs» Blight — божевільна науковиця, який уособлює небезпеку неконтрольованих технологій та неетичних наукових експериментів
- Мег Раян (1990—1991)
- Мэри Кей Бергман[en] (1992—1996)
- Тесса Обержонуа (серіал «OK K.O.! Let's Be Heroes»)

Бетті Блайт — бабуся докторки Блайт, яка допомагала дону Поркалоїну в його змові
Бембі — сестра докторки Блайт
- Кет Сусі

MAL — штучний інтелект, підручний докторки Блайт, який зламує для неї комп'ютерні програми та пристрої і техніку
- Девід Раппапорт[en] (1990)
- Тім Каррі (1991—1996)

Looten Plunder — браконьєр та нечесний бізнесмен, який представляє зло від неетичних промислових та ділових дій (вирубування дерев тощо)
- Джеймс Коберн (1990—1992)
- Ед Гілберт[en] (1993—1996)

Robin — небіж Пландера
Argos Bleak — головний прислужник і охоронець Пландера, найманець, що виконую більшість брудної роботи для господаря
- Скотт Буллок

Pinehead Brothers — брати-лісоруби, прислужники Пландера
- Дік Готьє (Окі)
- Френк Велкер (Докі)

Sly Sludge — недобросовісний збирач відходів, який представляє лінь, невігластво та небезпеку недалекоглядності
- Мартін Шин (1990—1992)
- Джим Каммінгс (1993—1995)

Ooze — прислужник Слая
- Кем Кларк

Tank Flusher III — міцний слуга Слая
- Френк Велкер

Zarm — колишній дух планети, який покинув Гею в пошуках інших світів і в кінцевому підсумку став причиною їхнього занепаду і знищення; уособлює війни та руйнування, ненависть та тоталітаризм. Використовує своє вміння маніпулювати іншими для об'єднання сил різних лиходіїв під своїм керівництвом.
- Стінг (1990—1992)
- Девід Ворнер (1993)
- Малкольм Макдавелл (1994—1995)

Капітан Забруднення (англ. Captain Pollution) — антипод Капітана Планети, що з'являється у двосерійному епізоді «Місія з урятування Землю», коли докторка Блайт викрадає кільця Планети та створює їхні забруднюючі дублікати, які роздає іншим еко-лиходіям: Нукем — кільце супервипромінювання (аналог вогню), Пландер — кільце вирубки лісів (аналог землі), Сладж — кільце смогу (аналог вітру), Скумм — токсичне кільце (аналог води), докторка Блайт — кільце ненависті (аналог кільця серця).
- Девід Коберн

#### Інші лиходії
The Slaughters — родина браконьєрів: представляють загрозу для тварин і зло браконьєрства
Mame Slaughter — лідерка забійників
- Тереза Салдана|||Theresa Saldana (перший епізод)
- Міці Макколл|||Mitzi McCall (другий епізод)

Stalker Slaughter — старший син
- Чарлі Адлер[en]